# Liste der Staatsoberhäupter 1952
Übersicht
◄◄ | ◄ | 1948 | 1949 | 1950 | 1951 | Liste der Staatsoberhäupter 1952 | 1953 | 1954 | 1955 | 1956 | ► | ►►

Weitere Ereignisse

## Afrika
- Ägypten
  - Staatsoberhaupt:
    - König Faruq (1936–26. Juli 1952)
    - König Fu'ād II. (* 16. Januar 1952) (26. Juli 1952 bis 18. Juni 1953)

  - Regierungschef:
    - Ministerpräsident Mustafa an-Nahhas Pascha (1928, 1930, 1936–1937, 1942–1944, 1950–27. Januar 1952)
    - Ministerpräsident Ali Maher Pascha (1936, 1939–1940, 27. Januar 1952 bis 2. März 1952, 1952)
    - Ministerpräsident Ahmad Naguib Hilali Pascha (2. März 1952 bis 2. Juli 1952, 1952)
    - Ministerpräsident Hussein Sirri Pascha (1940–1942, 1949–1950, 2. Juli 1952 bis 22. Juli 1952)
    - Ministerpräsident Ahmad Naguib Hilali Pascha (1952, 22. Juli 1952 bis 23. Juli 1952)
    - Ministerpräsident Ali Maher Pascha (1936, 1939–1940, 1952, 23. Juli 1952 bis 7. September 1952)
    - Ministerpräsident Muhammad Nagib (7. September 1952–1954, 1954) (1953–1954, 1954 Präsident)

- Äthiopien
  - Staatsoberhaupt: Kaiser Haile Selassie (1930–1974) (1916–1930 Regent, 1936–1941 im Exil)
  - Regierungschef: Ministerpräsident Makonnen Endelkachew (1943–1957)

- Liberia
  - Staats- und Regierungschef: Präsident William S. Tubman (1944–1971)

- Libyen
  - Staatsoberhaupt: König Idris (1951–1969)
  - Regierungschef: Ministerpräsident Mahmud al-Muntasir (1951–1954, 1964–1965)

- Südafrika
  - Staatsoberhaupt:
    - König Georg VI. (1936–6. Februar 1952)
    - Königin Elisabeth II. (6. Februar 1952–1961)
      - Generalgouverneur: Ernest George Jansen (1951–1959)

  - Regierungschef: Ministerpräsident Daniel François Malan (1948–1954)

## Amerika

### Nordamerika
- Kanada
  - Staatsoberhaupt:
    - König Georg VI. (1936–6. Februar 1952)
    - Königin: Elisabeth II. (6. Februar 1952–2022)
    - Generalgouverneur:
      - Harold Alexander, 1. Viscount Alexander of Tunis (1946–28. Februar 1952)
      - Vincent Massey (28. Februar 1952–1959)

  - Regierungschef: Premierminister Louis Saint-Laurent (1948–1957)

- Mexiko
  - Staats- und Regierungschef:
    - Präsident Miguel Alemán Valdés (1946–30. November 1952)
    - Präsident Adolfo Ruiz Cortines (1. Dezember 1952–1958)

- Vereinigte Staaten von Amerika
  - Staats- und Regierungschef: Präsident Harry S. Truman (1945–1953)

### Mittelamerika
- Costa Rica
  - Staats- und Regierungschef: Präsident Otilio Ulate Blanco (1949–1953)

- Dominikanische Republik
  - Staats- und Regierungschef:
    - Präsident Rafael Trujillo (1930–1938, 1942–16. August 1952)
    - Präsident Hector Bienvenido Trujillo Molina (16. August 1952–1960)

- El Salvador
  - Staats- und Regierungschef: Präsident Óscar Osorio (1950–1956)

- Guatemala
  - Staats- und Regierungschef: Präsident Jacobo Árbenz Guzmán (1951–1954)

- Haiti
  - Staats- und Regierungschef: Präsident Paul Eugène Magloire (1950–1956)

- Honduras
  - Staats- und Regierungschef: Präsident Juan Manuel Gálvez (1949–1954)

- Kuba
  - Staatsoberhaupt:
    - Präsident Carlos Prío Socarrás (1948–10. März 1952) (1945–1947 Ministerpräsident)
    - Präsident Fulgencio Batista (1940–1944, 10. März 1952–1959)

  - Regierungschef: Ministerpräsident Óscar Gans (1951–10. März 1952)

- Nicaragua
  - Staats- und Regierungschef: Präsident Anastasio Somoza García (1937–1947, 1950–1956)

- Panama
  - Staats- und Regierungschef:
    - Präsident Alcibíades Arosemena (1951–1. Oktober 1952)
    - Präsident José Antonio Remón Cantera (1. Oktober 1952–1955)

### Südamerika
- Argentinien
  - Staats- und Regierungschef: Präsident Juan Perón (1946–1955, 1973–1974)

- Bolivien
  - Staats- und Regierungschef:
    - Präsident Hugo Ballivián (1951–11. April 1952)
    - Präsident Hernán Siles Zuazo (11. April 1952 bis 16. April 1952, 1956–1960, 1928–1985)
    - Präsident Víctor Paz Estenssoro (16. April 1952–1956, 1960–1964, 1985–1989)

- Brasilien
  - Staats- und Regierungschef: Präsident Getúlio Vargas (1930–1945, 1951–1954)

- Chile
  - Staats- und Regierungschef:
    - Präsident Gabriel González Videla (1946–3. November 1952)
    - Präsident Carlos Ibáñez del Campo (1927–1931, 3. November 1952–1958)

- Ecuador
  - Staats- und Regierungschef:
    - Präsident Galo Plaza Lasso (1948–1. September 1952)
    - Präsident José María Velasco Ibarra (1934–1935, 1944–1947, 1. September 1952–1956, 1960–1961, 1968–9172)

- Kolumbien
  - Staats- und Regierungschef:
    - Präsident Laureano Gómez (1950–1953)
    - Präsident Roberto Urdaneta Arbeláez (1951–1953) (kommissarisch)

- Paraguay
  - Staats- und Regierungschef: Präsident Federico Chaves (1949–1954) (bis 1953 kommissarisch)

- Peru
  - Staatsoberhaupt: Präsident Manuel A. Odría (1949–1950, 1950–1956)
  - Regierungschef: Ministerpräsident Zenón Noriega Agüero (1950–1954) (1950 Staatsoberhaupt)

- Uruguay
  - Staats- und Regierungschef: Präsident Andrés Martínez Trueba (1951–1956) (ab 1. März 1952 Vorsitzender des Nationalrats)

- Venezuela
  - Staats- und Regierungschef:
    - Präsident Germán Suárez Flamerich (1950–2. Dezember 1952)
    - Präsident Marcos Pérez Jiménez (2. Dezember 1952–1958) (bis 1953 kommissarisch)

## Asien

### Ost-, Süd- und Südostasien
- Bhutan
  - Staatsoberhaupt:
    - König Jigme Wangchuk (1926–24. März 1952)
    - König Jigme Dorje Wangchuck (24. März 1952–1972)

  - Regierungschef:
    - Ministerpräsident Sonam Topgay Dorji (1917–1952)
    - Ministerpräsident Jigme Palden Dorji (1952–1964)

- Burma (ab 1989 Myanmar)
  - Staatsoberhaupt:
    - Präsident Sao Shwe Thaik (1948–13. März 1952)
    - Präsident Ba U (13. März 1952–1957)

  - Regierungschef: Ministerpräsident U Nu (1948–1956, 1957–1958, 1960–1962)

- Ceylon (ab 1972 Sri Lanka)
  - Staatsoberhaupt:
    - König Georg VI. (1948–6. Februar 1952)
    - Königin Elisabeth II. (6. Februar 1952–1972)
      - Generalgouverneur: Herwald Ramsbotham (1949–1954)

  - Regierungschef:
    - Premierminister Don Stephen Senanayake (1947–22. März 1952)
    - Premierminister Dudley Shelton Senanayake (26. März 1952–1953, 1960, 1970–1975)

- Republik China (Taiwan)
  - Staatsoberhaupt: Präsident Chiang Kai-shek (1950–1975) (1928–1931, 1928–1943 Vorsitzender der Nationalregierung Chinas, 1948–1949 Präsident von Nationalchina; 1930–1931, 1935–1938, 1939–1945, 1947 Ministerpräsident von Nationalchina)
  - Regierungschef: Ministerpräsident Chen Cheng (1950–1954, 1958–1963)

- Volksrepublik China
  - Parteichef: Vorsitzender der Kommunistischen Partei Chinas Mao Zedong (1943–1976) (1949–1954 Vorsitzender der zentralen Volksregierung; 1954–1959 Präsident)
  - Staatsoberhaupt: Vorsitzender der zentralen Volksregierung Mao Zedong (1949–1959) (ab 1954 Präsident) (1942–1976 Parteichef)
  - Regierungschef: Ministerpräsident Zhou Enlai (1949–1976)

- Indien
  - Staatsoberhaupt: Präsident Rajendra Prasad (1950–1962)
  - Regierungschef: Premierminister Jawaharlal Nehru (1947–1964)

- Indonesien
  - Staatsoberhaupt: Präsident Sukarno (1945–1967)
  - Regierungschef:
    - Ministerpräsident Sukiman Wirjosandjojo (1951–1. April 1952)
    - Ministerpräsident Wilopo (1. April 1952–1953)

- Japan
  - Staatsoberhaupt: Kaiser Hirohito (1926–1989) (1921–1926 Regent)
  - Regierungschef: Premierminister Shigeru Yoshida (1946–1947, 1948–1954)

- Nordkorea
  - De-facto-Herrscher: Kim Il-sung (1948–1994)
  - Staatsoberhaupt: Vorsitzender des Präsidiums der Obersten Volksversammlung Kim Du-bong (1948–1957)
  - Regierungschef: Ministerpräsident Kim Il-sung (1948–1972)

- Südkorea
  - Staatsoberhaupt: Präsident Rhee Syng-man (1948–1960)
  - Regierungschef:
    - Premierminister Chang Myon (1950–24. April 1952, 1960–1961)
    - Premierminister Yi Yun-yong (24. April 1952 bis 6. Mai 1952) (kommissarisch)
    - Premierminister Jang Taek-sang (6. Mai 1952 bis 6. Oktober 1952)
    - Premierminister Baek Du-jin (9. Oktober 1952–1954)

- Nepal
  - Staatsoberhaupt: König Tribhuvan (1911–1950, 1951–1955)
  - Regierungschef:
    - Ministerpräsident Matrika Prasad Koirala (1951–13. August 1952, 1953–1955)
    - vakant (13. August 1952–1953)

- Pakistan
  - Staatsoberhaupt:
    - König Georg VI. (1948–6. Februar 1952)
      - Königin Elisabeth II. (6. Februar 1952–1956)

    - Generalgouverneur: Ghulam Muhammad (1951–1955)

  - Regierungschef: Ministerpräsident Khawaja Nazimuddin (1951–1953) (1948–1951 Generalgouverneur)

- Philippinen
  - Staats- und Regierungschef: Präsident Elpidio Quirino (1948–1953)

- Sikkim (unter indischer Suzeränität)
  - Staatsoberhaupt: König Tashi Namgyal (1914–1963)
  - Regierungschef: Dewan John S. Lall (1949–1954)

- Thailand
  - Staatsoberhaupt: König Rama IX. Bhumibol Adulyadej (1946–2016)
  - Regierungschef: Ministerpräsident Plaek Phibunsongkhram (1938–1944, 1948–1957)

- Nordvietnam
  - Staatsoberhaupt: Präsident Hồ Chí Minh (1945–1969) (1945–1955 Ministerpräsident)
  - Regierungschef: Ministerpräsident Hồ Chí Minh (1945–1955) (1945–1969 Präsident)

- Südvietnam
  - Staatsoberhaupt: Präsident Bảo Đại (1949–1955) (1926–1945 Kaiser von Vietnam)
  - Regierungschef:
    - Ministerpräsident Trần Văn Hữu (1950–6. Juni 1952)
    - Ministerpräsident Nguyễn Văn Tâm (6. Juni 1952–1953)

### Vorderasien
- Irak
  - Staatsoberhaupt: König Faisal II. (1939–1958)
  - Regierungschef:
    - Ministerpräsident Nuri as-Said (1930–1932, 1938–1940, 1941–1944, 1946–1947, 1949, 1950–12. Juli 1952, 1954–1957, 1958)
    - Ministerpräsident Mustafa Mahmud al-Umari (12. Juli 1952 bis 23. November 1952)
    - Ministerpräsident Nureddin Mahmud (23. November 1952–1953)

- Iran
  - Staatsoberhaupt: Schah Mohammad Reza Pahlavi (1941–1979)
  - Regierungschef:
    - Ministerpräsident Mohammad Mossadegh (1951–17. Juli 1952, 1952–1953)
    - Ministerpräsident Ahmad Qavām (1921, 1922–1923, 1942–1973, 1946–1947, 17. Juli 1952 bis 22. Juli 1952)
    - Ministerpräsident Mohammad Mossadegh (1951–1952, 22. Juli 1952–1953)

- Israel
  - Staatsoberhaupt:
    - Präsident Chaim Weizmann (1948–9. November 1952)
    - Parlamentssprecher Yosef Sprinzak (9. November 1952 bis 10. Dezember 1952) (kommissarisch)
    - Präsident Jizchak Ben Zwi (8. Dezember 1952–1963)

  - Regierungschef: Ministerpräsident David Ben-Gurion (1948–1953, 1955–1963)

- Jemen
  - Herrscher: König Ahmad ibn Yahya (1948–1955, 1955–1962)
  - Regierungschef: Ministerpräsident Hassan ibn Yahya (1948–1955)

- Jordanien
  - Staatsoberhaupt:
    - König Talal (1951–11. August 1952)
    - König Hussein (11. August 1952–1999)
      - Regent: Regentschaftsrat (4. Juni 1952–1953)

  - Regierungschef: Ministerpräsident Tawfiq Abu l-Huda (1938–1944, 1947–1950, 1951–1953, 1954–1955)

- Libanon
  - Staatsoberhaupt:
    - Präsident Béchara el-Khoury (1943, 1943–18. September 1952) (1927–1928, 1929 Ministerpräsident)
    - Armeechef Fuad Schihab (18. September 1952 bis 22. September 1952, 1958–1964) (1952 Ministerpräsident)
    - Präsident Camille Chamoun (23. September 1952–1958)

  - Regierungschef:
    - Ministerpräsident Abdullah Aref al-Yafi (1938–1939, 1951–11. Februar 1952, 1953–1954, 1956, 1968–1969)
    - Ministerpräsident Sami Solh (1942–1943, 1945–1946, 11. Februar 1952 bis 10. September 1952, 1954–1955, 1956–1958)
    - Ministerpräsident Nazem Akkari (10. September 1952 bis 14. September 1952)
    - Ministerpräsident Saeb Salam (14. September 1952 bis 18. September 1952)
    - Ministerpräsident Fuad Schihab (18. September 1952 bis 1. Oktober 1952)
    - Ministerpräsident Chalid Schihab  (1938, 1. Oktober 1952–1953)

- Oman (1891–1971 britisches Protektorat)
  - Herrscher: Sultan Said ibn Taimur (1932–1970)

- Saudi-Arabien
  - Staats- und Regierungschef: König Abd al-Aziz ibn Saud (1932–1953)

- Syrien
  - Staats- und Regierungschef: Präsident Fawzi Selu (1951–1953)

- Türkei
  - Staatsoberhaupt: Präsident Celâl Bayar (1950–1960) (1937–1939 Ministerpräsident)
  - Regierungschef: Ministerpräsident Adnan Menderes (1950–1960)

### Zentralasien
- Afghanistan
  - Staatsoberhaupt: König Mohammed Sahir Schah (1933–1973)
  - Regierungschef: Ministerpräsident Sardar Schah Mahmud Khan (1946–1953)

- Mongolei
  - Staatsoberhaupt: Vorsitzender des Großen Volks-Churals Gontschigiin Bumtsend (1940–1953)
  - Regierungschef:
    - Vorsitzender des Ministerrates Chorloogiin Tschoibalsan (1939–26. Januar 1952) (1939–1940 Vorsitzender des Kleinen Staats-Churals)
    - Vorsitzender des Ministerrats Jumdschaagiin Tsedenbal (28. Mai 1952–1974) (1974–1984 Vorsitzender des Großen Volks-Churals)

## Australien und Ozeanien
- Australien
  - Staatsoberhaupt:
    - König Georg VI. (1936–6. Februar 1952)
    - Königin Elisabeth II. (6. Februar 1952–2022)
      - Generalgouverneur: William McKell (1947–1953)

  - Regierungschef: Premierminister Robert Menzies (1939–1941, 1949–1966)

- Neuseeland
  - Staatsoberhaupt:
    - König Georg VI. (1936–6. Februar 1952)
    - Königin Elisabeth II. (6. Februar 1952–2022)
      - Generalgouverneur:
        - Bernard Freyberg (1946–15. August 1952)
        - Chief Justice Humphrey O’Leary (15. August 1952 bis 2. Dezember 1952) (kommissarisch)
        - Charles Norrie (2. Dezember 1952–1957)

  - Regierungschef: Premierminister Sidney Holland (1949–1957)

## Europa
- Albanien
  - Parteichef: Generalsekretär der albanischen Arbeiterpartei Enver Hoxha (1948–1985) (ab 1954 1. Sekretär) (1946–1954 Ministerpräsident)
  - Staatsoberhaupt: Vorsitzender des Präsidiums der Volksversammlung Omer Nishani (1946–1953)
  - Regierungschef: Ministerpräsident Enver Hoxha (1946–1954) (1941–1985 Parteichef)

- Andorra
  - Co-Fürsten:
    - Staatspräsident von Frankreich: Vincent Auriol (1947–1954)
    - Bischof von Urgell: Ramon Iglésias Navarri (1943–1969)

- Belgien
  - Staatsoberhaupt: König Baudouin I. (1951–1993)
  - Regierungschef:
    - Ministerpräsident Joseph Pholien (1950–15. Januar 1952)
    - Ministerpräsident Jean Van Houtte (15. Januar 1952–1954)

- Bulgarien
  - Parteichef: Generalsekretär der Bulgarischen Kommunistischen Partei Walko Tscherwenkow (1949–1954) (1950–1956 Ministerpräsident)
  - Staatsoberhaupt: Vorsitzender des Präsidiums der Nationalversammlung Georgi Damjanow (1950–1958)
  - Regierungschef: Vorsitzender des Ministerrats Wulko Tscherwenkow (1950–1956) (1950–1954 Parteichef)

- Dänemark
  - Staatsoberhaupt: König Friedrich IX. (1947–1972)
  - Regierungschef: Ministerpräsident Erik Eriksen (1950–1953)
  - Färöer (politisch selbstverwalteter und autonomer Bestandteil des Königreichs Dänemark)
    - Vertreter der dänischen Regierung: Reichsombudsmann Cai A. Vagn-Hansen (1948–1954)
    - Regierungschef: Ministerpräsident Kristian Djurhuus (1950–1959, 1968–1970)

- Bundesrepublik Deutschland (1949–1955 unter Besatzungsrecht)
  - Staatsoberhaupt: Bundespräsident Theodor Heuss (1949–1959)
  - Regierungschef: Bundeskanzler Konrad Adenauer (1949–1963)

- Deutsche Demokratische Republik
  - Parteichef: Generalsekretär des ZK der SED Walter Ulbricht (1950–1971) (1960–1973 Staatsratsvorsitzender)
  - Staatsoberhaupt: Präsident Wilhelm Pieck (1949–1960) (1946–1950 Parteichef)
  - Regierungschef: Ministerpräsident Otto Grotewohl (1949–1964) (1946–1950 Parteichef)

- Finnland
  - Staatsoberhaupt: Präsident Juho Kusti Paasikivi (1946–1956)
  - Regierungschef: Ministerpräsident Urho Kekkonen (1950–1953, 1954–1956) (1956–1982 Präsident)

- Frankreich
  - Staatsoberhaupt: Präsident Vincent Auriol (1947–1954)
  - Regierungschef:
    - Präsident des Ministerrats René Pleven (1950–1951, 1951–20. Januar 1952)
    - Präsident des Ministerrats Edgar Faure (20. Januar–8. März 1952, 1955–1956)
    - Präsident des Ministerrats Antoine Pinay (8. März 1952–1953)

- Griechenland
  - Staatsoberhaupt: König Paul (1947–1964)
  - Regierungschef:
    - Ministerpräsident Nikolaos Plastiras (1945, 1950, 1951–11. Oktober 1952)
    - Ministerpräsident Dimitrios Kiousopoulos (11. Oktober–19. November 1952)
    - Ministerpräsident Alexandros Papagos (19. November 1952–1955)

- Irland
  - Staatsoberhaupt: Präsident Seán Ó Ceallaigh (1945–1959)
  - Regierungschef: Taoiseach Éamon de Valera (1932–1948, 1951–1954, 1957–1959) (1959–1973 Präsident)

- Island
  - Staatsoberhaupt:
    - Präsident Sveinn Björnsson (1944–25. Januar 1952)
    - Triumvirat: Steingrímur Steinþórsson, Jón Pálmason, Jón Ásbjörnsson (25. Januar–31. Juli 1952) (kommissarisch)
    - Präsident Ásgeir Ásgeirsson (1. August 1952–1968) (1932–1934 Ministerpräsident)

  - Regierungschef: Ministerpräsident Steingrímur Steinþórsson (1950–1953)

- Italien
  - Staatsoberhaupt: Präsident Luigi Einaudi (1948–1955)
  - Regierungschef: Ministerpräsident Alcide De Gasperi (1945–1953)

- Jugoslawien
  - Staatsoberhaupt: Präsident Ivan Ribar (1945–1953)
  - Regierungschef: Ministerpräsident Josip Broz Tito (1945–1963) (1953–1980 Präsident)

- Liechtenstein
  - Staatsoberhaupt: Fürst Franz Josef II. (1938–1989)
  - Regierungschef: Alexander Frick (1945–1962)

- Kanalinseln[1]
  - Guernsey
    - Staats- und Regierungschef:
    - Herzog Georg VI. (1936–6. Februar 1952)
    - Herzogin Elisabeth II. (6. Februar 1952–2022)
      - Vizegouverneur: Philip Neame (1945–1953)

  - Jersey
    - Staats- und Regierungschef:
    - Herzog Georg VI. (1936–6. Februar 1952)
    - Herzogin Elisabeth II. (6. Februar 1952–2022)
      - Vizegouverneur: Arthur Edward Grassett (1945–1953)

- Luxemburg
  - Staatsoberhaupt: Großherzogin Charlotte (1919–1964) (1940–1945 im britischen Exil)
  - Regierungschef: Ministerpräsident Pierre Dupong (1937–1953)

- Isle of Man[1]
  - Staatsoberhaupt:
    - Lord of Mann Georg VI. (1936–6. Februar 1952)
    - Lord of Man Elisabeth II. (6. Februar 1952–2022)
      - Vizegouverneur:
        - Geoffrey Rhodes Bromet (1945–1952)
        - Ambrose Dundas Flux Dundas (1952–1959)

- Monaco
  - Staatsoberhaupt: Fürst Rainier III. (1949–2005)
  - Regierungschef: Staatsminister Pierre Voizard (1950–1953)

- Niederlande
  - Staatsoberhaupt: Königin Juliana (1948–1980)
  - Regierungschef: Ministerpräsident Willem Drees (1948–1958)

- Norwegen
  - Staatsoberhaupt: König Haakon VII. (1905–1957) (1940–1945 im britischen Exil)
  - Regierungschef: Ministerpräsident Oscar Torp (1951–1955)

- Österreich (1945–1955 unter Besatzungsrecht)
  - Staatsoberhaupt: Bundespräsident Theodor Körner (1951–1957)
  - Regierungschef: Bundeskanzler Leopold Figl (1945–1953)

- Polen
  - Parteichef: Generalsekretär Bolesław Bierut (1948–1956) (1944–1947 Präsident des Landesnationalrates, 1947–1952 Präsident, 1952–1954 Ministerpräsident)
  - Staatsoberhaupt:
    - Präsident Bolesław Bierut (1944–20. November 1952) (bis 1947 Präsident des Landesnationalrates, 1948–1956 Parteichef, 1952–1954 Ministerpräsident)
    - Staatsratsvorsitzender Aleksander Zawadzki (20. November 1952–1964)

  - Regierungschef:
    - Ministerpräsident Józef Cyrankiewicz (1947–20. November 1952, 1954–1970) (1970–1972 Staatsratsvorsitzender)
    - Ministerpräsident Bolesław Bierut (20. November 1952–1954) (1948–1956 Parteichef, 1944–1947 Präsident des Landesnationalrates, 1947–1952 Präsident)

- Portugal
  - Staatsoberhaupt: Präsident Francisco Craveiro Lopes (1951–1958)
  - Regierungschef: Ministerpräsident António de Oliveira Salazar (1932–1968)

- Rumänien
  - Parteichef: Generalsekretär Gheorghe Gheorghiu-Dej (1945–1954, 1955–1965) (1952–1954 Ministerpräsident) (1961–1965 Staatsoberhaupt)
  - Staatsoberhaupt:
    - Präsident des Präsidiums der Nationalversammlung Constantin Ion Parhon (1947–2. Juni 1952)
    - Präsident des Präsidiums der Nationalversammlung Petru Groza (3. Juni 1952–1958) (1945–1952 Ministerpräsident)

  - Regierungschef:
    - Ministerpräsident Petru Groza (1945–1952) (1952–1958 Staatsoberhaupt)
    - Ministerpräsident Gheorghe Gheorghiu-Dej (2. Juni 1952–1955) (1945–1954, 1955–1965 Parteichef) (1961–1965 Staatsoberhaupt)

- San Marino
  - Staatsoberhaupt: Capitani Reggenti
    - Domenico Forcellini (1947–1948, 1. Oktober 1951 bis 1. April 1952, 1955, 1958–1959, 1962, 1967–1968) und Giovanni Terenzi (1. Oktober 1951 bis 1. April 1952)
    - Domenico Morganti (1. April 1952 bis 1. Oktober 1952) und Mariano Ceccoli (1947–1948, 1. April 1952 bis 1. Oktober 1952)
    - Arnaldo Para (1948, 1. Oktober 1952 bis 1. April 1953) und Eugenio Bernardini (1. Oktober 1952 bis 1. April 1953, 1956–1957)

  - Regierungschef: Außenminister Gino Giancomini (1945–1957)

- Schweden
  - Staatsoberhaupt: König Gustav VI. Adolf (1950–1973)
  - Regierungschef: Ministerpräsident Tage Erlander (1946–1969)

- Schweiz[2]
  - Bundespräsident Karl Kobelt (1946, 1. Januar 1952–31. Dezember 1952)
  - Bundesrat:
    - Philipp Etter (1934–1959)
    - Karl Kobelt (1941–1954)
    - Max Petitpierre (1945–1961)
    - Rodolphe Rubattel (1948–1954)
    - Josef Escher (1950–1954)
    - Markus Feldmann (1. Januar 1952–1958)
    - Max Weber (1. Januar 1952–1954)

- Sowjetunion
  - Parteichef: Generalsekretär der KPdSU Josef Stalin (1922–1953)
  - Staatsoberhaupt: Vorsitzender des Präsidiums des obersten Sowjets Nikolai Schwernik (1946–1953)
  - Regierungschef: Vorsitzender des Ministerrats Josef Stalin (1941–1953)

- Spanien
  - Staats- und Regierungschef: Caudillo Francisco Franco (1939–1975)

- Tschechoslowakei
  - Parteichef: Vorsitzender Klement Gottwald (1929–1953)
  - Staatsoberhaupt: Präsident Klement Gottwald (1948–1953)
  - Regierungschef: Ministerpräsident Antonín Zápotocký (1948–1953) (1953–1957 Präsident)

- Ungarn
  - Parteichef: Generalsekretär der Partei der Ungarischen Werktätigen Mátyás Rákosi (1945–1956) (1946, 1947, 1952–1953 Ministerpräsident)
  - Staatsoberhaupt:
    - Vorsitzender des Präsidentschaftsrats Sándor Rónai (1950–14. August 1952)
    - Vorsitzender des Präsidentschaftsrats István Dobi (14. August 1952–1967) (1948–1952 Ministerpräsident)

  - Regierungschef:
    - Ministerpräsident István Dobi (1948–14. August 1952) (1952–1957 Präsident)
    - Ministerpräsident Mátyás Rákosi (1946, 1947, 14. August 1952–1953) (1945–1956 Parteichef)

- Vatikanstadt
  - Staatsoberhaupt: Papst Pius XII. (1939–1958)
  - Regierungschef:
    - Pro-Staatssekretär für ordentliche kirchliche Angelegenheiten Giovanni Battista Montini (1952–1954)
    - Pro-Staatssekretär für außerordentliche kirchliche Angelegenheiten Domenico Tardini (1952–1958)

- Vereinigtes Königreich
  - Staatsoberhaupt:
    - König Georg VI. (1936–6. Februar 1952)
    - Königin Elisabeth II. (6. Februar 1952–2022) (gekrönt 1953)

  - Regierungschef: Premierminister Winston Churchill (1940–1945, 1951–1955)